# Фрумкин, Яков Григорьевич
Яков Григорьевич Фрумкин (13 октября 1879, Ковно — 1971, Нью-Йорк, Нью-Йорк) — еврейский общественный деятель русской эмиграции, адвокат, редактор и публицист.

## Биография
Родился 1 октября (по старому стилю) 1879 года в Ковно в семье потомственного почётного гражданина Григория Яковлевича (Гирша Янкелевича) Фрумкина (1833—?) и Гитл Вольфовны Рапопорт. Дед, уроженец Гродно, был подрядчиком и купцом первой гильдии (1873) в Санкт-Петербурге.
Учился в Берлинском университете, окончил Гейдельбергский университет, затем Императорский Санкт-Петербургский университет (1903) по юридическому факультету. Уже будучи студентом написал исследование используемых в ковенских хедерах учебных методов, затем еврейской жизни предместья Слободка. После окончания университета работал присяжным поверенным и публиковался как в юридической прессе, так и в еврейских периодических изданиях на русском языке. Сотрудничал в газете «Право». В 1906 году начал сотрудничать в Обществе ремесленного труда (ОРТ), где работал и после эмиграции.
Был членом партии народных социалистов, Союза для достижения полноправия еврейского народа в России, Политического бюро при евреях-депутатах IV Государственной Думы (1914—1917). В 1916 году — управляющий писчебумажного предприятия «Товарищество на паях Картонтоль». В 1918 году через Норвегию эмигрировал в Германию. В 1921 году был секретарём съезда ОРТ в Берлине (на котором был организован Всемирный ОРТ, Фрумкин возглавлял его берлинское отделение), в 1920-х годах работал главным редактором русского отдела издательства «Улльштейн», был представителем книготорговой фирмы «Логос» при издательстве «Слово».
После прихода к власти нацистов служил юрисконсультом Берлинской еврейской общины по делам евреев — подданных иностранных государств. Занимался организацией помощи русским беженцам-евреям. В 1939 году переехал в Париж, где работал в объединённом комитете ОЗЕТ и ОРТ, в 1941 году эмигрировал в США.
С 1948 года возглавлял нью-йоркский отдел ОРТ, с 1956 года был председателем Союза русских евреев, под эгидой которого вместе с Грегором Аронсоном и Алексеем Гольденвейзером опубликовал два тома «Книги о русском еврействе» (1960, 1968).

## Публикации
- Я. Г. Фрумкин, Г. Я. Аронсон, А. А. Гольденвейзер. Книга о русском еврействе: От 1860-x годов до революции 1917 г. Нью-Йорк: Союз русских евреев, 1960 — 480 с.; 2-е изд. — серия «Памятники еврейской исторической мысли». М.: Мосты культуры — Гешарим, 2002.
- Jacob Frumkin, Gregor Aronson, Alexis Goldenweiser. Russian Jewry: 1860—1917. New York: Thomas Yoseloff, 1966.
- Я. Г. Фрумкин, Г. Я. Аронсон, А. А. Гольденвейзер. Книга о русском еврействе: 1917—1967. Нью-Йорк: Союз русских евреев, 1968. — 467 с.; 2-е изд. — серия «Памятники еврейской исторической мысли». М.: Мосты культуры — Гешарим, 2002.
- Jacob Frumkin, Gregor Aronson, Alexis Goldenweiser. Russian Jewry: 1917—1967. New York: Thomas Yoseloff, 1969.

## Семья
- Жена — Елена Фрумкина (в девичестве Натансон, 1885—1977, Женева), сын Грегори Фрумкин (1913—1997, британский экономист и демограф) и дочь Гита (жила в Буэнос-Айресе).
- Племянник (сын младшего брата Николая Григорьевича Фрумкина, 1889—1944, Дахау) — американский индустриалист, филантроп и публицист Сай Фрумкин[англ.] (1930—2009)[11].
- Сестра Лина была замужем за литовским экономистом и общественным деятелем Леонтием Альбертовичем Соловейчиком (1875—1953, брат М. А. Соловейчика)[12][13].
- Сестра Регина (Малка, в замужестве Шур, 1881—1965) была замужем за математиком Исаем Моисеевичем Шуром.
- Сестра Анна (1860—?) была замужем за купцом второй гильдии Луи (Людвигом) Матвеевичем Шаскольским (1853—1903), совладельцем банкирского дома «Шаскольский и Кан», братом провизора Б. М. Шаскольского.